# Michal Benedikovič
Michal Benedikovič (31 de maio de 1923 - 18 de abril de 2007) foi um futebolista eslovaco, que atuava como defensor.

## Carreira
Michal Benedikovič fez parte do elenco da Seleção Tchecoslovaca de Futebol que disputou a Copa do Mundo de 1954.

## Ligações Externas
- Perfil em FIFA.com (em inglês)